# Eva-Marie Møller
Eva-Marie Møller (født 19. september 1951) er en dansk skuespiller og journalist.

## Karriere
Eva-Marie Møller er skuespiluddannet i mesterlære. Hun var i perioden 1971-1986 tilknyttet Det Lille Teater, Marionetteatret, Comedievognen, Dueslaget, Bådteatret, Amazoneteatergruppen, Baggårdteatret og turne i Danmark, Grønland og Tjekkoslovakiet Herefter skiftede hun til journalistikken.  Hun blev uddannet fra Danmarks Journalisthøjskole og Det Fri Aktuelt i 1990. Siden har hun arbejdet på DR, Radioavisen, dagbladet Information og senere Det Fri Aktuelt inden hun kom til TV 2 Nyhedernes redaktion i København og Dags Dato. Efter TV 2 vendte hun tilbage til DR som tilrettelægger på DR2's Tema-redaktion og Horisont.

## Udenrigsreportage og studievært på P1
Eva-Marie Møller har foretaget reportagerejser for DR-radio og TV2 fra Vietnam, Indonesien, Cambodia, Myanmar, Kina, Indien og Kenya i årene 2005-2017. Fra 2006-2017 har hun været vært på P1 Debat, DR. Herefter DR-radio og Tv-programmer om flygtninge og andre emner i Danmark.  Fra 2017 tilknyttet DR, P1 morgens redaktion som freelancer.

## Forfatter og redaktør
Eva-Marie Møller er forfatter til politiske bøger med samfunds-kritisk vinkel bl.a. om studenteroprør i Kina og Myanmar. Desuden om flygtninge i Europa og rejsebeskrivelser fra Frankrig.
Hun er redaktør på magasinerne Gejst og B for Brønshøj, magasiner med kultur, filosofi og samfundskritiks fokus. Udgives af Københavns Stift og Brønshøjs menighedsråd. Moderator på bl.a. Folkemødet på Bornholm og foredrag om Myanmar og flygtninge i Europa.

## Privatliv
Eva-Marie Møller var gift med Informations-journalisten Morten Sørensen frem til hans død i 1978. Senere blev hun gift med fotograf og TV-klipper Martin Selway, de blev skilt i 2012. I dag er Eva-Marie Møller partner med forfatter og kultursociolog Mads Christoffersen.

## Videreuddannelse
- Diplom i journalistik: Tufts University International politik Boston og Pointer Journalism Institute Florida
- Diplomuddannelsen: TV-tilrettelægger, Producent-foreningen og DJ’s skrivekurser
- Studierejser: NPR-radio Los Angeles og Boston,
- Kurser: Tv-Kursus Ebeltofts Filmhøjskole, Tv-fortællekursus Robert McKee, Italien ved en skillevej

## Tillidshverv
- Medlem af Arbejdsgruppen om Børn og Kultur under Kulturministeriet (1975 – 1983)
- Formand for bestyrelsen af Det Lille Teater og Marionet Teatret (2010-2024)
- Medlem af bestyrelsen af OASIS, traume-behandlingscenter for flygtninge (2016-2024)
- Medlem af bestyrelsen for NGO: Flytgningebørn.dk (2022-2024)

## Filmografi
- Trællenes oprør 1979 (stemme i Den Sorte Død og Englefabrikken.)  Manuskript og instruktion Jannik Hastrup efter forlæg af forfatter Svend Wernström.
- Krigsdøtre, DR Tv-teater, 1985 (Rollen som gymnastik-lærerinde) Manuskript Li Vilstrup, instruktør Lis Vibeke Kristensen og Aase Schmidt.